# شریف‌آباد (بخش مرکزی تفت)
شریف‌آباد روستایی در دهستان علی آباد بخش مرکزی شهرستان تفت استان یزد ایران است.

## جمعیت
بر پایه سرشماری عمومی نفوس و مسکن در سال ۱۳۹۵ جمعیت این مکان ۱۵ نفر (۸خانوار) بوده‌است.